# Observatoire d'Iso-Heikkilä
L'observatoire d'Iso-Heikkilä (finnois : Iso-Heikkilän tähtitorni) est un observatoire astronomique amateur situé dans le quartier d'Iso-Heikkilä à Turku en Finlande. Il fut exploité par l'Université de Turku de 1937 à 1972. Depuis, il est utilisé par la division locale de l'Association astronomique Ursa.
L'astéroïde (1947) Iso-Heikkilä a été nommé d'après la structure.